# Кононенков, Николай Иванович
Николай Иванович Кононенков (9 мая 1921 — 4 февраля 2011) — участник Великой Отечественной войны, сапёр 170-го инженерно-сапёрного батальона (14-я инженерно-сапёрная бригада, 65-я армия, Центральный фронт). Герой Советского Союза (1943). На момент присвоения звания Героя — ефрейтор, впоследствии — капитан технической службы.

## Биография
Родился в 1921 году (по другим данным — в 1922 году) в деревне Пересуха (ныне — Щигровского района Курской области) в семье крестьянина. Русский.
Там же окончил среднюю школу.
В феврале 1943 года призвался в ряды Советской Армии. Боевое крещение получил в районе Прохоровки — на Курской Дуге (Центральный фронт). Был в числе первых добровольцев. Так, добровольно, пошли на первое задание — предстояло остановить продвижение танковой дивизии врага. Из двух батальонов — остались единицы. Среди них был и Николай Кононенков. В итоге три танка на счету и первая награда — орден Красного Знамени.
Николай Кононенков:

«Они пособирали все танки с немецких фронтов и двинули на Курск. Там этих танков подбитых было — тысячи, всё поле было в танках».

В октябре 1943 года советские войска подошли к левому берегу Днепра. Ефрейтор Николай Кононенков отличился при форсировании Днепра в районе пгт Лоев (Гомельская область). На лодке тремя рейсами переправил 75 бойцов. Под огнём противника перетянул на правый берег канат для организации паромной переправы и закрепил его. Здесь было страшно, как нигде, вспоминает Николай Иванович. Отправляли взвод — 20-30 человек, а на берег выходило не больше четырёх.
Николай Кононенков:

«Осталось нас в живых шесть человек из двух батальонов. Пулемётные точки, 6 штук, мы уничтожили, таким образом освободили целый километр. И тогда форсирование пошло беспрепятственно, и пошли до самого берега. И вот шестерым нам было присвоено звание Героя Советского Союза».

После битвы за Днепр Николай Кононенков участвовал во многих боях, освобождал Румынию и Польшу.
Ранения и тяжелая контузия — все это сказалось на здоровье Кононенкова. После боев в Польше ему предложили демобилизоваться. Николай Иванович отказался от демобилизации: «Война еще не кончилась — значит, домой ехать рано». Потом была учеба в Саратовском танковом училище, продолжение службы на Дальнем Востоке, война с японскими милитаристами в Северном Китае.

### После войны
С 1946 года капитан технической службы Кононенков — в отставке. Вернувшись с войны — по рекомендации врачей переехал жить в Черниговку, вспомнил «мирную» профессию механизатора — поступил учиться в Черниговское сельское профтехучилище. Затем устроился работать механиком в Черниговскую МТС. Позже закончил сельскохозяйственный техникум в Улан-Удэ и добросовестно трудился главным инженером в совхозах «Черниговский» и «Дмитриевский».
Будучи пенсионером, Николай Иванович занимался общественной деятельностью, принимал участие в ветеранском движении, работал с молодежью.
В 2008 году после смерти жены — Капитолины Ивановны переехал жить в город Владивосток, поближе к сыну.
Умер 4 февраля 2011 года, похоронен на кладбище села Черниговка рядом с женой.

## Награды
- Указом Президиума Верховного Совета СССР от 30 октября 1943 года Николаю Ивановичу Кононенкову было присвоено звание Героя Советского Союза.
- Награждён орденами Ленина, Красного Знамени, Отечественной войны 1 и 2 степеней, а также медалями, среди которых медаль «За отвагу».